# Riera de Sant Climent
La riera de Sant Climent és una riera litoral molt transformada hidrològicament. Tot i tractar-se d'una riera, el buidatge que es va fer del terreny a principis dels anys 90, des de la carretera C31 (autovia de Castelldefels) fins al mar, la va convertir més en un canal d'aigües lèntiques, que no en una riera. El material extret de la riera per fer-ne el buidatge es va abocar en uns terrenys del marge dret, alterant-ne totalment la vegetació. Aquests terrenys es troben ara més d'un metre per sobre la cota inicial i han esdevingut un canyissar sec. La riera de Sant Climent circula en paral·lel al braç de la Vidala (situat dins la zona humida 08001104 "El Remolar-Filipines").
Les vores del canal estan colonitzades per canyars, canyissars i alguns tamarius. Als fons s'hi havia
citat herbassars submergits de fanerògames d'aigua dolça i poblaments de carofícies (hàbitat d'interès comunitari 3140 "Aigües estagnants oligomesotròfiques, dures, amb vegetació bentònica de carofícies"). Algunes espècies destacables citades
són els hidròfits Potamogeton pectinatus i Zannichelia palustris. L'eutrofització creixent de l'espai podria haver comportat la desaparició d'aquestes comunitats i espècies.
Segons la cartografia dels hàbitats de Catalunya, a l'espai apareixen els hàbitats d'interès comunitari:
- 3150 Estanys naturals eutròfics amb vegetació natant (Hydrocharition) o poblaments submersos d'espigues d'aigua

(Potamion), 
- 2110 Dunes movents embrionàries,
- 2120 Dunes movents del cordó litoral, amb borró (Ammophila arenaria),
- 2210 Dunes litorals fixades, amb comunitats del Crucianellion maritimae
- 9540 Pinedes mediterrànies.

Pel que fa a la fauna, l'aspecte més remarcable és la presència habitual a l'espai d'importants poblacions d'anàtides. S'hi ha comprovat també la presència d'espècies interessants d'ocells, com el martinet menut (Ixobrychus minutus) i el balquer (Acrocephalus arundinaceus), a més de diverses espècies de peixos, com el llobarro (Dicentrarchus labrax).
Entre els impactes cal destacar l'eutrofització i contaminació de les aigües, els efectes derivats de la proximitat de diverses infraestructures (aeroport i carretera C31) i els rebliments de terres. També cal remarcar les alteracions
hidrològiques (modificacions morfològiques de la llera, canalització, presència d'espigons a la desembocadura, etc.).
Aquesta zona humida està inclosa dins l'espai del PEIN "Delta del Llobregat" i dins l'espai de la Xarxa Natura 2000
ES0000146 "Delta del Llobregat". També està inclosa dins la Zona perifèrica de protecció de la Reserva natural parcial
de Remolar-Filipines.